# Небоговине
Небоговине (серб. Небоговине / Nebogovine) — село в общине Вишеград Республики Сербской Боснии и Герцеговины. В настоящее время село необитаемо. Полностью сожжено 7 июня 1992 года во время Боснийской войны.